# Arjen Teeuwissen
Arjen Teeuwissen (* 29. März 1971 in Mook en Middelaar; † 29. Mai 2024 in Zoersel, Belgien) war ein niederländischer Dressurreiter.

## Leben
2000 erreichte er mit seinem Pferd Goliath im Niederländischen Olympiateam die Silbermedaille. Der Mannschaft gehörten zudem an Ellen Bontje auf dem Pferd Silvano, Coby van Baalen auf dem Pferd Ferro und Anky van Grunsven auf dem Pferd Bonfire.
Bei der Europameisterschaft im Dressurreiten erreichte er auf seinem Pferd Goliath mit der Niederländischen Dressurmannschaft 1999 und 2001 die Silbermedaille sowie im Einzel 1999 die Silber- und 2001 die Bronzemedaille. Teeuwissen lebte offen homosexuell in den Niederlanden.

## Sportliche Erfolge

### Olympische Spiele
- Silbermedaille (Mannschaft): 2000 mit Goliath

### Europameisterschaften
- Silbermedaille (Mannschaft): 1999, 2001 mit Goliath
- Silbermedaille (Einzel): 1999 mit Goliath
- Silbermedaille (Einzel): 2001 mit Goliath